# 小林寛 (野球)
小林 寛（こばやし ひろし、1989年1月21日 - ）は、広島県福山市出身の元プロ野球選手（投手）。2018年シーズンからは、社会人野球のJFE西日本硬式野球部でプレーを続けた。

## 経歴
広島県福山市立西深津小学校2年時にソフトボールを始めた。大阪府内への転居を経て、大阪市立生魂小学校3年生の時から天王寺リトル、堺市立浜寺小学校6年生の時に浜寺ボーイズでプレー。堺市立浜寺南中学校への進学後は、高石ボーイズに所属した。
島根県の江の川高校に進学後は、2年生の春からベンチ登録。2年生の夏に控え投手として第87回全国高等学校野球選手権大会で甲子園出場を果たすと、初戦（1回戦）の静清工業高校戦に救援で登板した。 
大阪学院大学への進学後は、1年生の春から関西六大学野球のリーグ戦に登板。秋季リーグ戦では、3勝を挙げ平古場賞を受賞した。2年生の時には、春・秋季通算で9勝6敗を記録。3年生の春季リーグ戦では、リーグトップの6勝でチームの2位躍進に貢献するとともに、最優秀投手賞を獲得した。また、大学日本代表候補にも選ばれている。 4年生で迎えた2010年の春季リーグ戦では、チーム18年振りのリーグ優勝に貢献（詳細後述）。5月22日の龍谷大学戦でノーヒットノーランを達成するなど、4完封勝利、防御率1.08も記録したことから、最優秀投手賞とMVPを獲得した。なお、チームの優勝によって進出した全日本大学野球選手権大会では、1回戦の金沢学院大学戦に先発で登板。9奪三振を記録したが、被安打11で敗戦を喫した。
関西六大学リーグ戦通算では、63試合に登板。35勝21敗、防御率1.46の成績を残した。完投数（47）と完封勝利数（15）は、いずれも通算成績でリーグ歴代1位。勝利数（35勝）・奪三振数（390）は、平野佳寿が京都産業大学時代に残した記録（36勝・404奪三振）に次ぐ歴代2位である。
2010年のNPBドラフト会議で、横浜ベイスターズから4巡目で指名。契約金4,500万円、年俸1,000万円（金額は推定）という条件で契約した。背番号は12。チームには同性の小林太志が在籍していたため、本名の「小林寛」を略称に使用した。

### 横浜・DeNA時代
2011年
同期入団の新人5投手で最も早く、春季キャンプ期間中に一軍へ昇格。開幕一軍は逃したものの、6月8日には、対東北楽天ゴールデンイーグルス戦（クリネックススタジアム宮城）の救援で一軍公式戦にデビュー。シーズン通算で6試合登板した。9月20日の対中日ドラゴンズ戦（横浜スタジアム）で一軍初先発を果たしたが、5回を2本塁打3失点で敗戦投手になっている。
2012年
一軍公式戦への登板機会がなかった。イースタン・リーグでは、公式戦15試合に登板。2勝3敗、防御率4.50の成績を残した。
2013年
自身2シーズン振りの出場選手登録（4月30日）を経て、救援登板の4試合でいずれも無失点を記録。5月15日の対楽天戦（横浜）で2年振りの先発登板を経験したが、3回3失点で敗戦投手になった。救援で登板した7月10日の対広島東洋カープ戦（横浜）で一軍初勝利を挙げると、以降の公式戦でも先発やロングリリーフに起用。先発で登板した9月1日の対東京ヤクルトスワローズ戦（神宮球場）で投球中に左脇腹を痛めたが、阪神タイガースとのシーズン最終戦（10月8日・横浜）では、救援登板で2勝目を記録した。結局一軍では、24試合登板、2勝1敗、防御率2.76という成績でシーズンを終えた。
2014年
春季キャンプの終盤にいったん一軍へ昇格。その一方で、キャンプ中に右肘を痛めるなど、シーズンを通じて故障に苦しめられた。シーズン終盤の9月25日に出場選手登録を果たしたが、一軍公式戦への登板機会がないまま、翌26日に登録を抹消。22試合に登板したイースタン・リーグ公式戦でも、1勝2敗1セーブ、防御率4.91という成績にとどまっている。
2015年
救援要員として自身初の開幕一軍を勝ち取った。4月2日の対広島戦（横浜）で3分の2イニングを投げて一軍初ホールドを記録したが、同月5日に出場選手登録を抹消。しかし、中継ぎ陣の強化を目的にした9月1日の再登録以降は、シーズン終了まで一軍に定着した。
2016年
春季キャンプ中に一軍へ昇格したが、オープン戦の途中から二軍で調整。イースタン・リーグ公式戦でも、22試合の登板で、1勝2敗、防御率5.87と振るわなかった。「勝ちパターンの中継ぎ投手」としてチームで最も多く一軍公式戦に登板していた須田幸太がレギュラーシーズン終盤の登板中に故障したことを受けて、9月28日にシーズン初の出場選手登録を果たすと、同日の対ヤクルト戦（神宮）5回裏2死2塁に救援投手としてシーズン初の一軍マウンドを迎えた。同点の場面からの登板だったが、打者2人から1死を奪っただけで、西浦直亨から勝ち越しの2点本塁打を浴びて降板。結局、レギュラーシーズンでの一軍公式戦登板はこの試合のみで、チームが同シーズン3位で迎えたポストシーズンでは登板機会がなかった。
2017年
イースタン・リーグ公式戦には16試合の登板で、1勝1敗、防御率4.62をマーク。一軍公式戦では3試合の登板を無失点で凌いだが、レギュラーシーズン終了後の10月5日に、球団から戦力外通告を受けた。NPB他球団での現役続行を希望していたことから、2017年11月15日には、地元（広島県内）のMAZDA Zoom-Zoom スタジアム広島で開かれた12球団合同トライアウトに参加。シートバッティング形式で4人の打者と対戦したが、1被安打1与四球という内容で、他球団から獲得のオファーを受けるまでには至らなかった。

### DeNA退団後

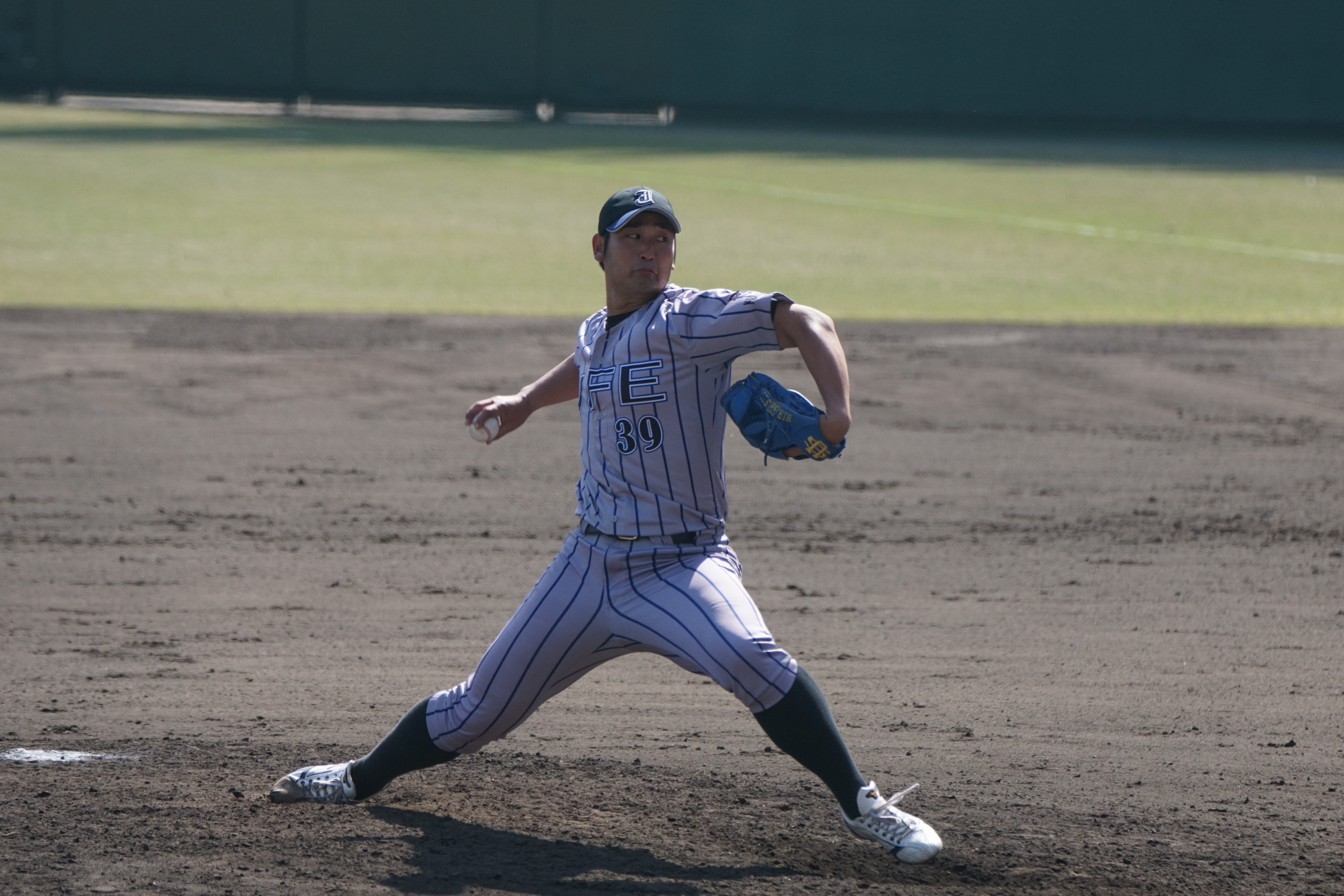
JFE西日本時代(2019年4月20日)

2018年からは、本拠地の1つが地元の福山市にあるJFE西日本硬式野球部（川崎製鉄水島硬式野球部・日本鋼管福山→NKK硬式野球部の後継チーム）でプレーを続ける。
2019年限りでJFE西日本を退団。

## 選手としての特徴・人物
最速148km/hのストレートと切れの良いスライダー、カーブ、フォークボール、チェンジアップといった多彩な変化球を投げる。憧れの投手はロジャー・クレメンス。投球フォームは、江夏豊の現役時代を手本にしている。
スタミナが持ち味で、2010年の関西六大学春季リーグ戦では、117イニングを投げて9勝と112奪三振（いずれも1人の投手による単季でのリーグ記録）を達成した。このリーグ戦では、5月17日の神戸学院大学戦に9回完投で勝利を挙げると、翌18日の同カードにも先発で登板。試合はリーグ規定で延長19回引き分けに終わったが、小林は19回を1人で投げ抜くとともに、18三振を奪った（いずれもリーグ戦の1試合タイ記録）。さらに、22日の龍谷大学戦で前述のノーヒットノーランを達成すると、26日・27日の神戸学院大学戦で2日連続の9回完投勝利。龍谷大学との最終戦（30日）でも、9回完投勝利でチームを優勝に導いた。
制球力にも自信を持っている。関西六大学リーグのリーグ戦では、通算で500回以上のイニングを投げながら、優秀な与四球率（2.16）を記録した。
2011年に横浜ベイスターズの情報番組『Love BayStars』（TBSテレビ）でMCを務めた杉本有美は、小学校時代の同級生。小林自身は、同年の仙台遠征で知り合ったアクセサリーデザイナーの女性と、2014年12月11日に結婚している。

## 詳細情報

### 年度別投手成績
| 年 度    | 球 団     | 登 板 | 先 発 | 完 投 | 完 封 | 無 四 球 | 勝 利 | 敗 戦 | セ 丨 ブ | ホ 丨 ル ド | 勝 率 | 打 者 | 投 球 回 | 被 安 打 | 被 本 塁 打 | 与 四 球 | 敬 遠 | 与 死 球 | 奪 三 振 | 暴 投 | ボ 丨 ク | 失 点 | 自 責 点 | 防 御 率 | W H I P |
| -------- | --------- | ----- | ----- | ----- | ----- | -------- | ----- | ----- | -------- | ----------- | ----- | ----- | -------- | -------- | ----------- | -------- | ----- | -------- | -------- | ----- | -------- | ----- | -------- | -------- | ------- |
| 2011     | 横浜 DeNA | 6     | 3     | 0     | 0     | 0        | 0     | 2     | 0        | 0           | .000  | 88    | 19.1     | 21       | 2           | 9        | 0     | 0        | 9        | 0     | 0        | 12    | 11       | 5.12     | 1.55    |
| 2013     | 横浜 DeNA | 24    | 5     | 0     | 0     | 0        | 2     | 1     | 0        | 0           | .667  | 256   | 58.2     | 60       | 1           | 29       | 0     | 3        | 38       | 2     | 0        | 19    | 18       | 2.76     | 1.52    |
| 2015     | 横浜 DeNA | 11    | 0     | 0     | 0     | 0        | 0     | 0     | 0        | 1           | ----  | 64    | 14.1     | 13       | 0           | 10       | 1     | 0        | 11       | 1     | 0        | 6     | 6        | 3.77     | 1.61    |
| 2016     | 横浜 DeNA | 1     | 0     | 0     | 0     | 0        | 0     | 0     | 0        | 0           | ----  | 2     | 0.1      | 1        | 1           | 0        | 0     | 0        | 0        | 0     | 0        | 1     | 1        | 27.00    | 3.00    |
| 2017     | 横浜 DeNA | 3     | 0     | 0     | 0     | 0        | 0     | 0     | 0        | 0           | ----  | 16    | 3.0      | 5        | 0           | 2        | 0     | 0        | 3        | 0     | 0        | 0     | 0        | 0.00     | 2.33    |
| NPB：5年 | NPB：5年  | 45    | 8     | 0     | 0     | 0        | 2     | 3     | 0        | 1           | .400  | 426   | 95.2     | 100      | 4           | 50       | 1     | 3        | 61       | 3     | 0        | 38    | 36       | 3.39     | 1.57    |

### 記録
投手記録
- 初登板：2011年6月8日、対東北楽天ゴールデンイーグルス3回戦（日本製紙クリネックススタジアム宮城）、8回裏に3番手で救援登板・完了、1回無失点[24]
- 初奪三振：2011年6月14日、対オリックス・バファローズ3回戦（横浜スタジアム）、9回表に梶本勇介から空振り三振[25]
- 初先発：2011年9月20日、対中日ドラゴンズ23回戦（横浜スタジアム）、5回3失点で敗戦投手[26]
- 初勝利：2013年7月10日、対広島東洋カープ11戦（横浜スタジアム）、4回表に2番手で救援登板・完了、2回1失点[8]
- 初ホールド：2015年4月2日、対広島東洋カープ3回戦（横浜スタジアム）、11回表に5番手で救援登板、2/3回無失点

打撃記録
- 初打席：2011年9月20日、対中日ドラゴンズ23回戦（横浜スタジアム）、3回裏に山井大介から投前犠打

### 背番号
- 12 （2011年 - 2017年）
- 39 （2018年 - 2019年）